# Henicolabus
Henicolabus — род жесткокрылых семейства трубковёртов.

## Описание
Голова по длине равна своей ширине или же немного длиннее, у основания со слабой перетяжкой. Головотрубка толстая, чуть длиннее своей ширины. Усики прикреплены ближе к основанию или в середине головотрубки. Передние бёдра, особенно у самок, толстые.

## Экология
Личинки свёртывают в трубку листья кормовых растений, сминая вдоль лист и обкладывая сверху другими.

## Виды
Некоторые виды рода:
- Henicolabus brachmanus
- Henicolabus fausti
- Henicolabus geniculatus
- Henicolabus giganteus
- Henicolabus gigantoides
- Henicolabus haematidea
- Henicolabus humerosus
- Henicolabus hypomelas
- Henicolabus intermedius
- Henicolabus lewisii
- Henicolabus maculatus
- Henicolabus melanurus
- Henicolabus octomaculatus
- Henicolabus octospilotus
- Henicolabus ruficeps
- Henicolabus simplex
- Henicolabus spinipes
- Henicolabus uniformis
- Henicolabus yunnanicus